# Géographie du Cantal
La géographie du Cantal consiste en l'étude du territoire du département français du Cantal, dans la région Auvergne-Rhône-Alpes. Il est limitrophe au nord des départements de la Corrèze, de la Haute-Loire et du Puy-de-Dôme, à l'est de la Haute-Loire et de la Lozère, au sud de l'Aveyron et du Lot, à l'ouest du Lot et de la Corrèze.

## Paysages
| \| Monts du Cantal Châtaigneraie Carladès Artense Mauriacois Planèze de Saint-Flour Aubrac Cézallier La Dordogne La Truyère \| Carte topographique du Cantal |
| Monts du Cantal Châtaigneraie Carladès Artense Mauriacois Planèze de Saint-Flour Aubrac Cézallier La Dordogne La Truyère                                     |

Ses paysages ont fait l'objet d'un inventaire en 1998 par la Direction régionale de l'environnement Auvergne :
Ses rivières, qui sont au nombre de 18 ou de 22, descendent en étoile des monts du Cantal dans autant de vallées situées dans les bassins de la Garonne et de la Dordogne et un peu dans celui de la Loire.
Le département du Cantal tire son nom du Cantal, massif montagneux principal qui le couvre. En effet, c'est un département de moyenne montagne occupé essentiellement par le massif volcanique du Cantal et par ses contreforts. Ce massif est un vestige d'un ancien volcan dont le diamètre est de près de 60 km (le plus grand d'Europe). Son point culminant actuel, le Plomb du Cantal atteint 1 855 mètres. Le massif forme un cercle presque parfait dont les pentes s'élèvent en convergeant vers le centre. En ce centre se trouve un immense cirque qui devait être l'ancien cratère.
Dans ce massif se trouvent de nombreux sommets remarquables : non loin du Plomb du Cantal, on trouve le puy de Peyre-Arse (1 806 mètres), le puy Mary (1 783 mètres), le puy Chavaroche (1 736 mètres), le puy Griou (1 690 mètres), le puy Violent (1 592 mètres), ou encore le puy de Massebœuf (1 395 mètres).
Sur les flancs du stratovolcan descendent des vallées profondes, modelées autrefois par l'érosion glaciaire, qui s'étendent à partir du centre de manière radiale. Parmi elles les vallées de l'Impradine, de la Santoire, de la Cère, de l'Alagnon, de la Jordanne, de la Doire (rivière) et de la Rhue. Très larges dans les terrains volcaniques, elles se resserrent à leur sortie.
Entre ces vallées, on trouve des planèzes, plateaux basaltiques typiques du Cantal. À l'Est, la planèze de Saint-Flour est plutôt sèche tandis qu'à l'Ouest les terres sont plus arrosées du côté de la planèze de Salers.
Dans l'ouest du Cantal se trouve le vaste lac artificiel du barrage de Saint-Étienne-Cantalès, le lac de Saint-Étienne-Cantalès.
Au Nord du Cantal, le volcanisme se prolonge dans le massif du Cézallier puis dans les monts Dore (département du Puy-de-Dôme), tandis qu'à l'Est se trouve le massif granitique de la Margeride qui se prolonge en direction des Cévennes (département de la  Lozère). Le Cantal apparaît ainsi comme une entité géographique à la fois autonome et ouverte sur les territoires alentour.
Les villes principales sont Aurillac, mais aussi Saint-Flour et Mauriac.

Paysages du Cantal :
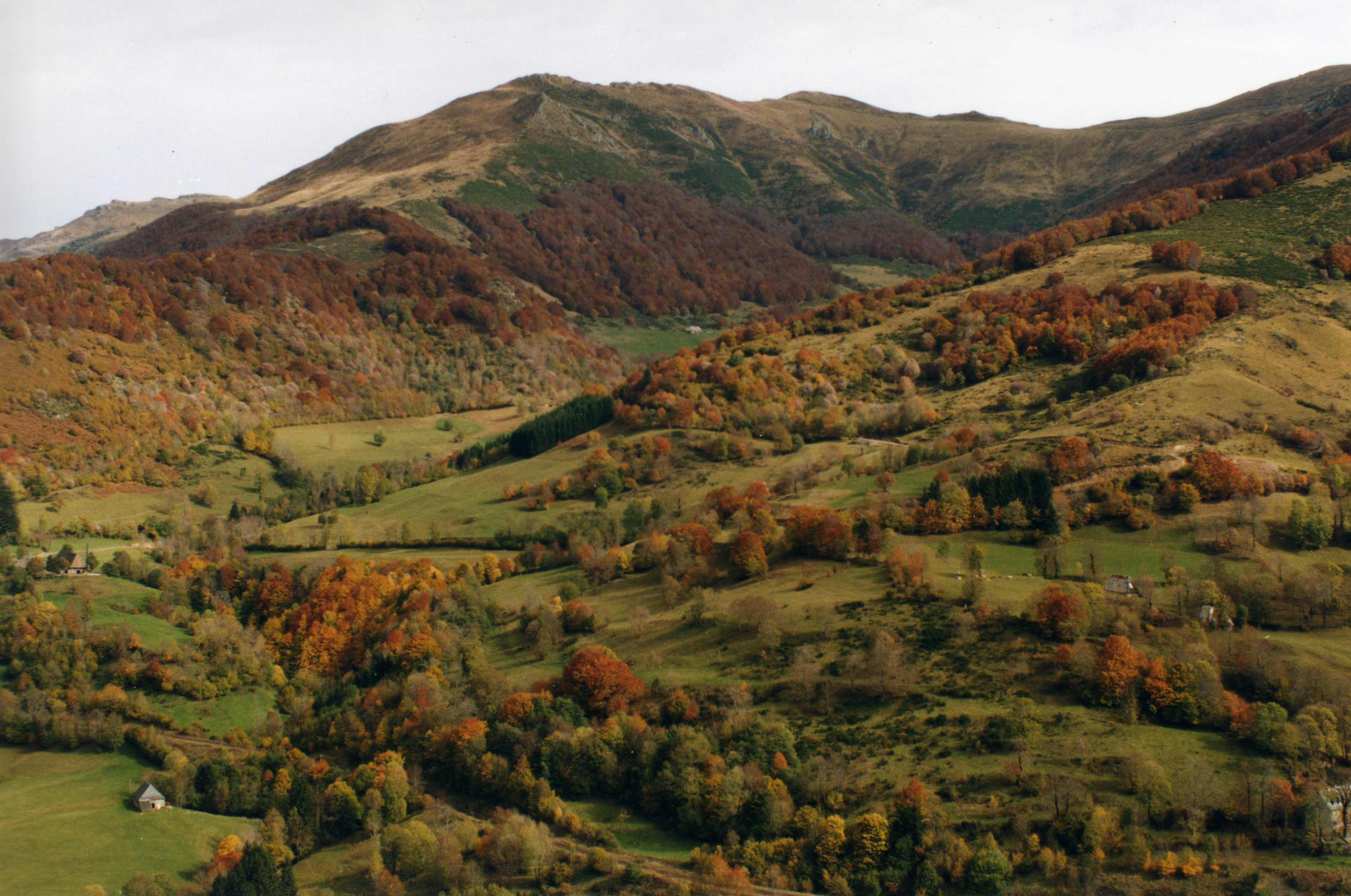
Monts du Cantal.
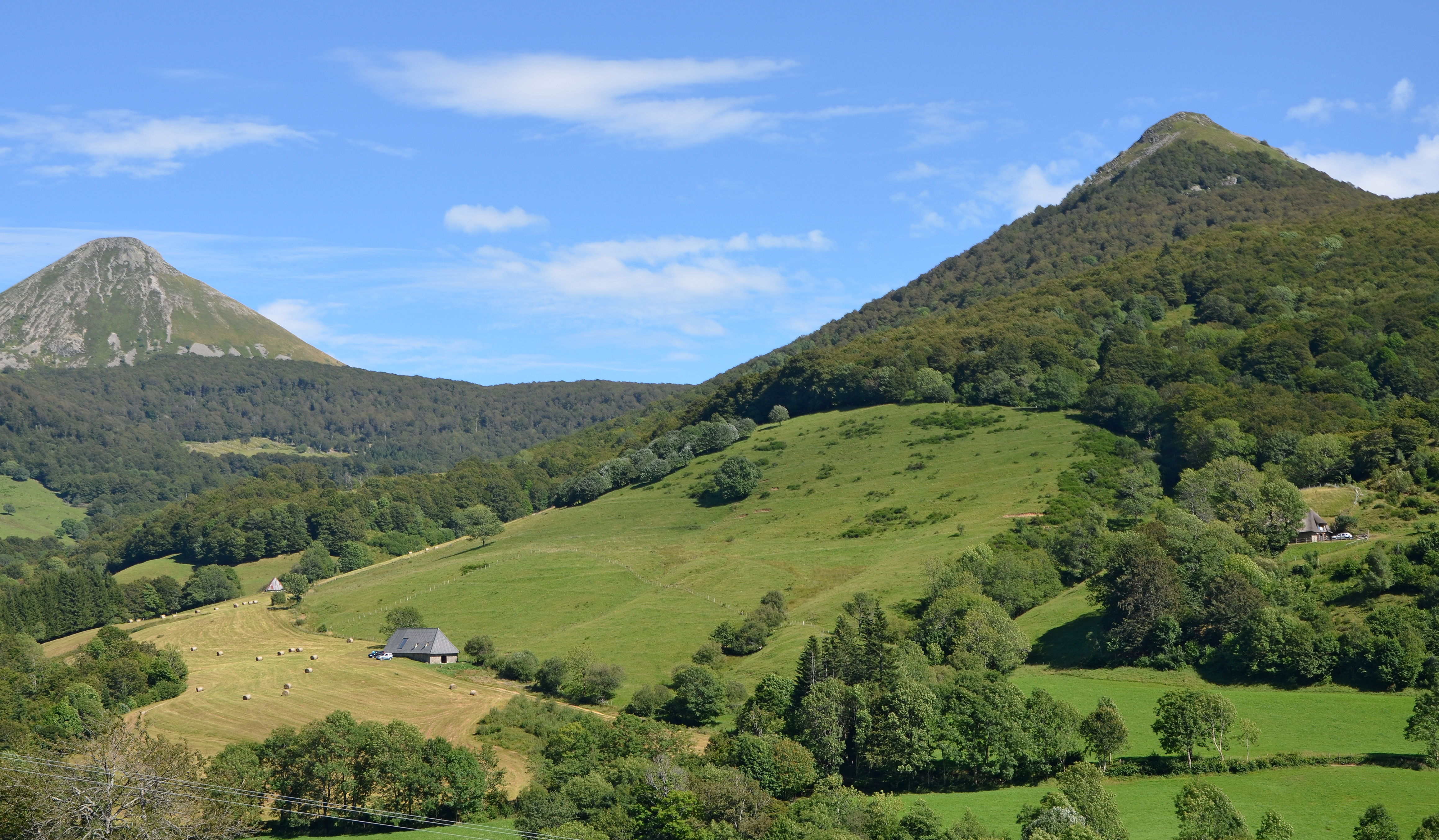
Haute vallée de la Jordanne vers Mandailles.
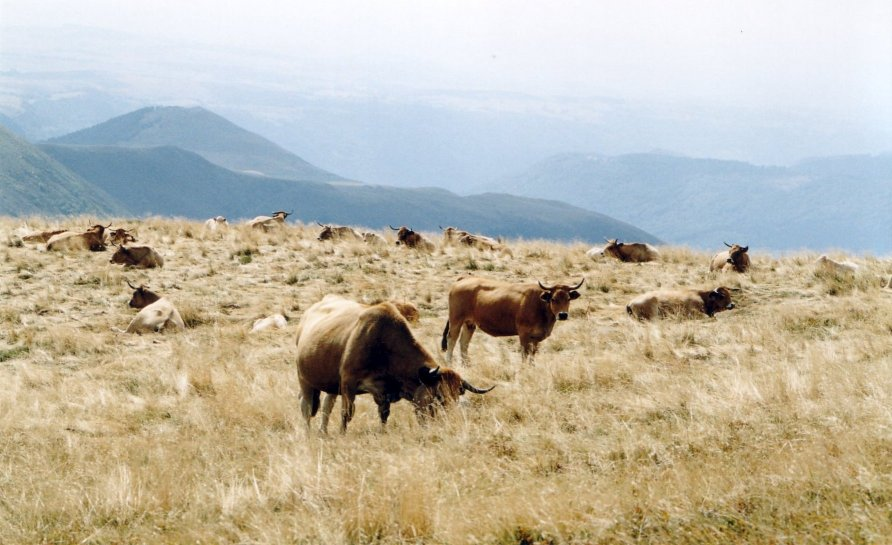
Vaches Aubrac sur le Plomb du Cantal.
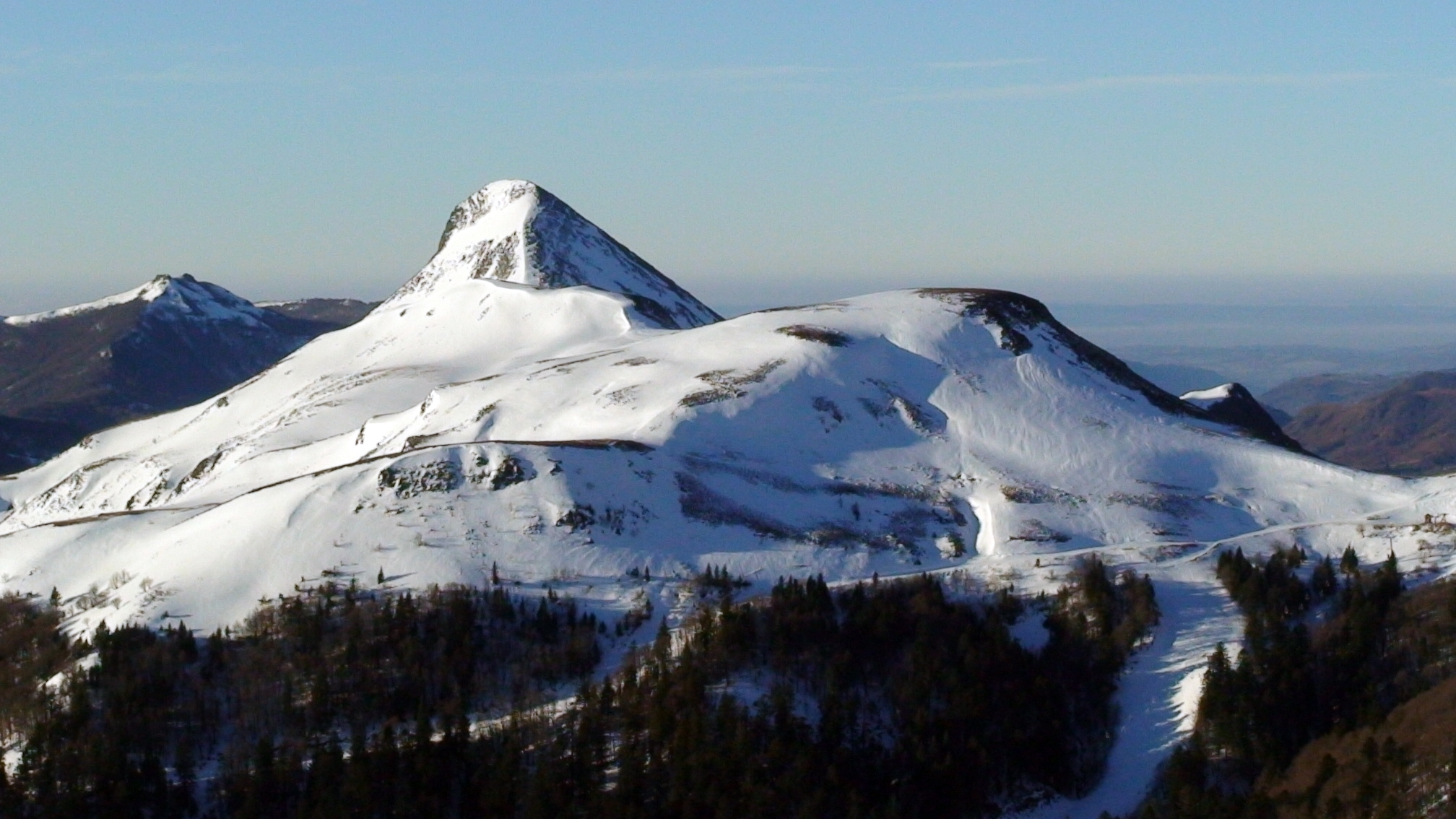
Puy Griou.

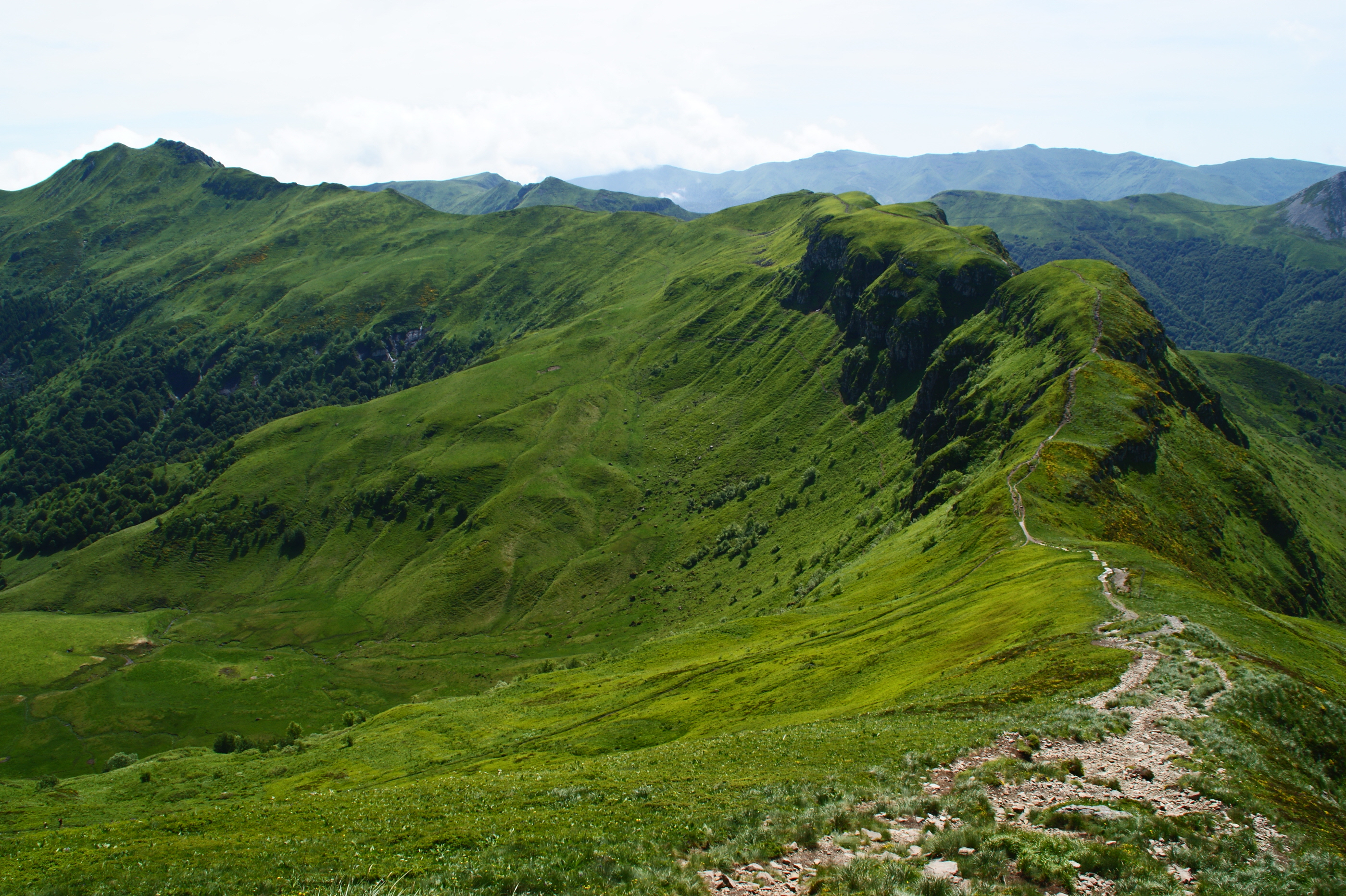
Brèche de Roland.
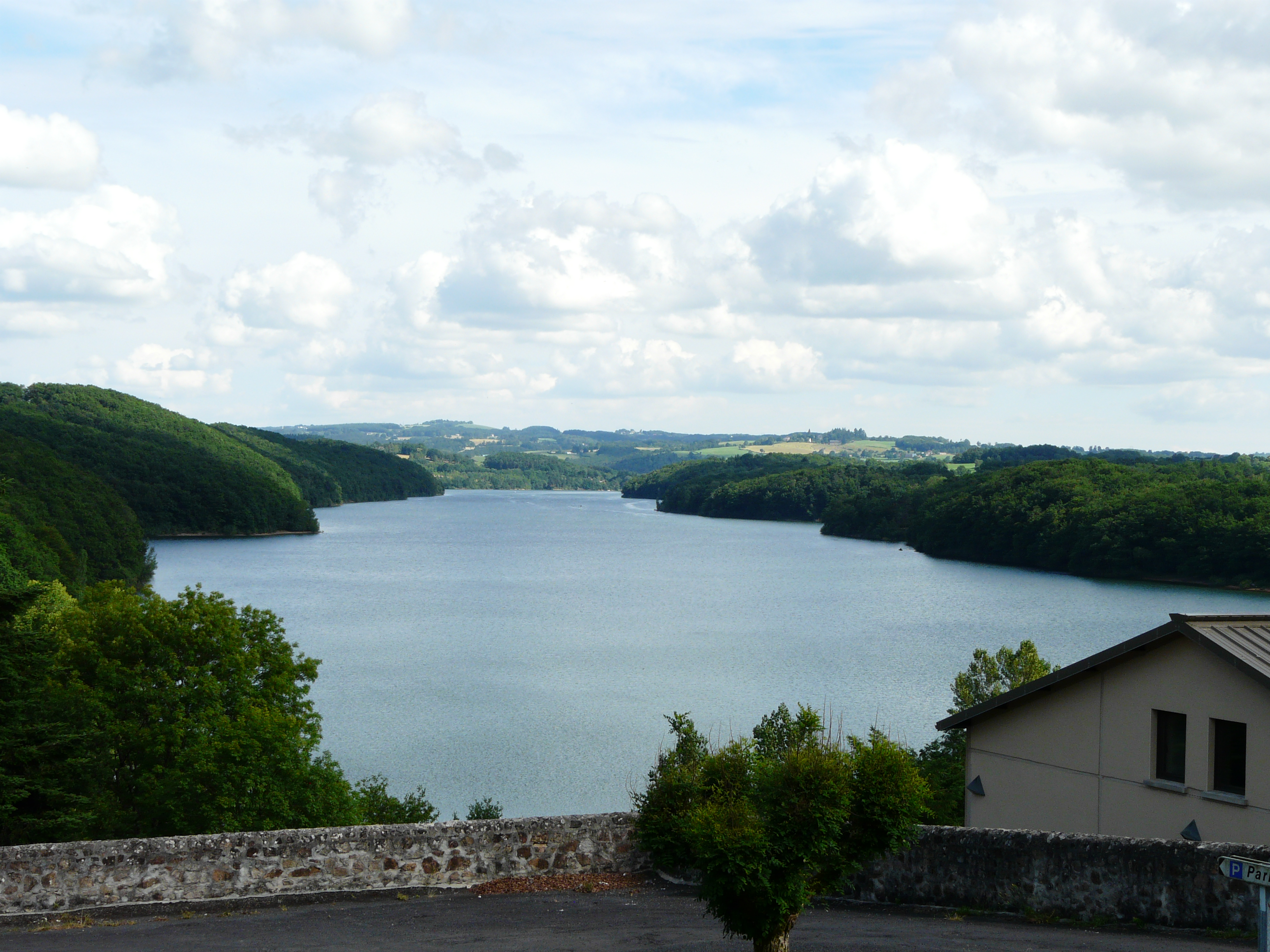
Lac de Saint-Étienne-Cantalès.
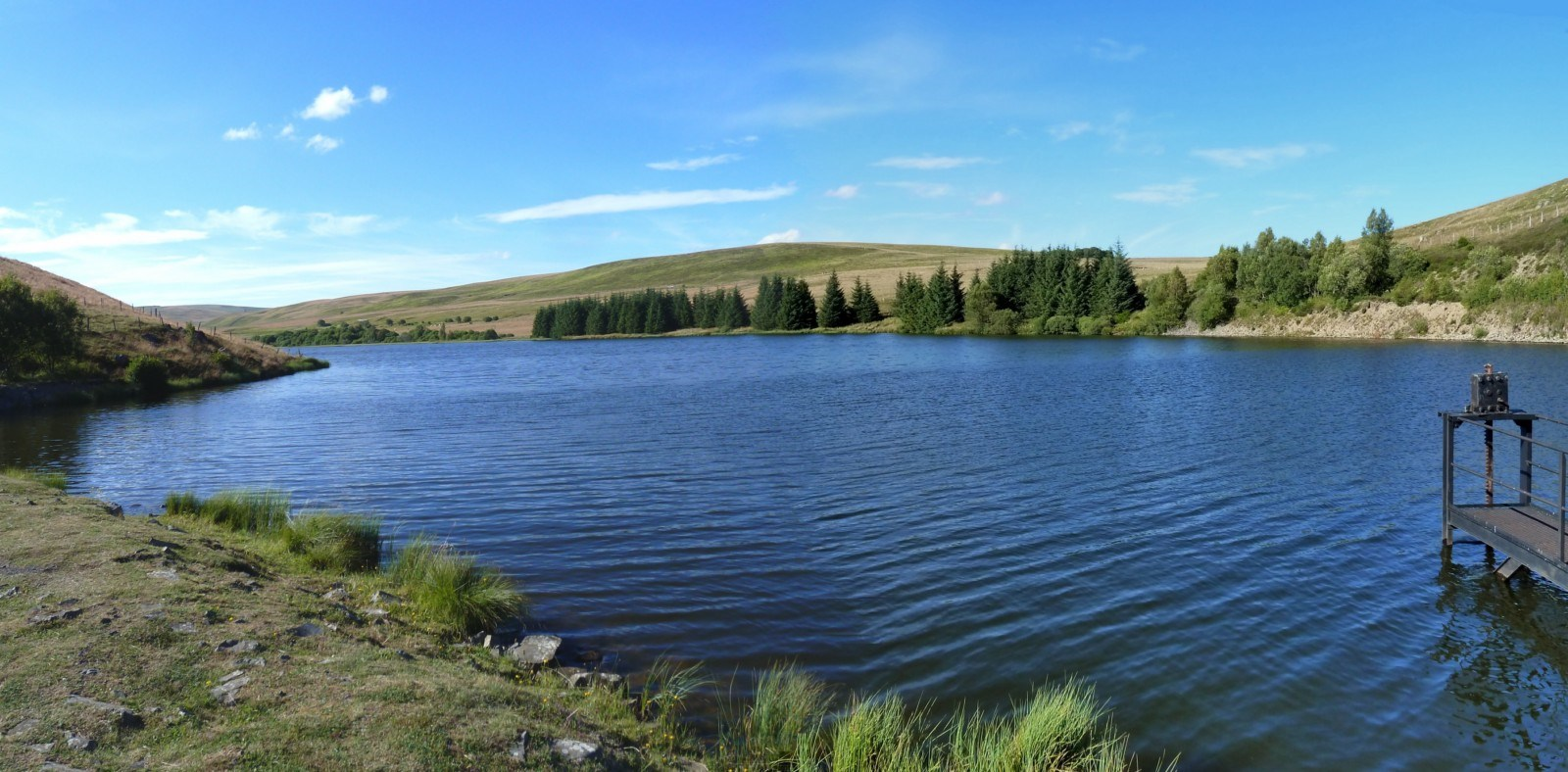
Lac de la Terrisse dans le Cézallier.
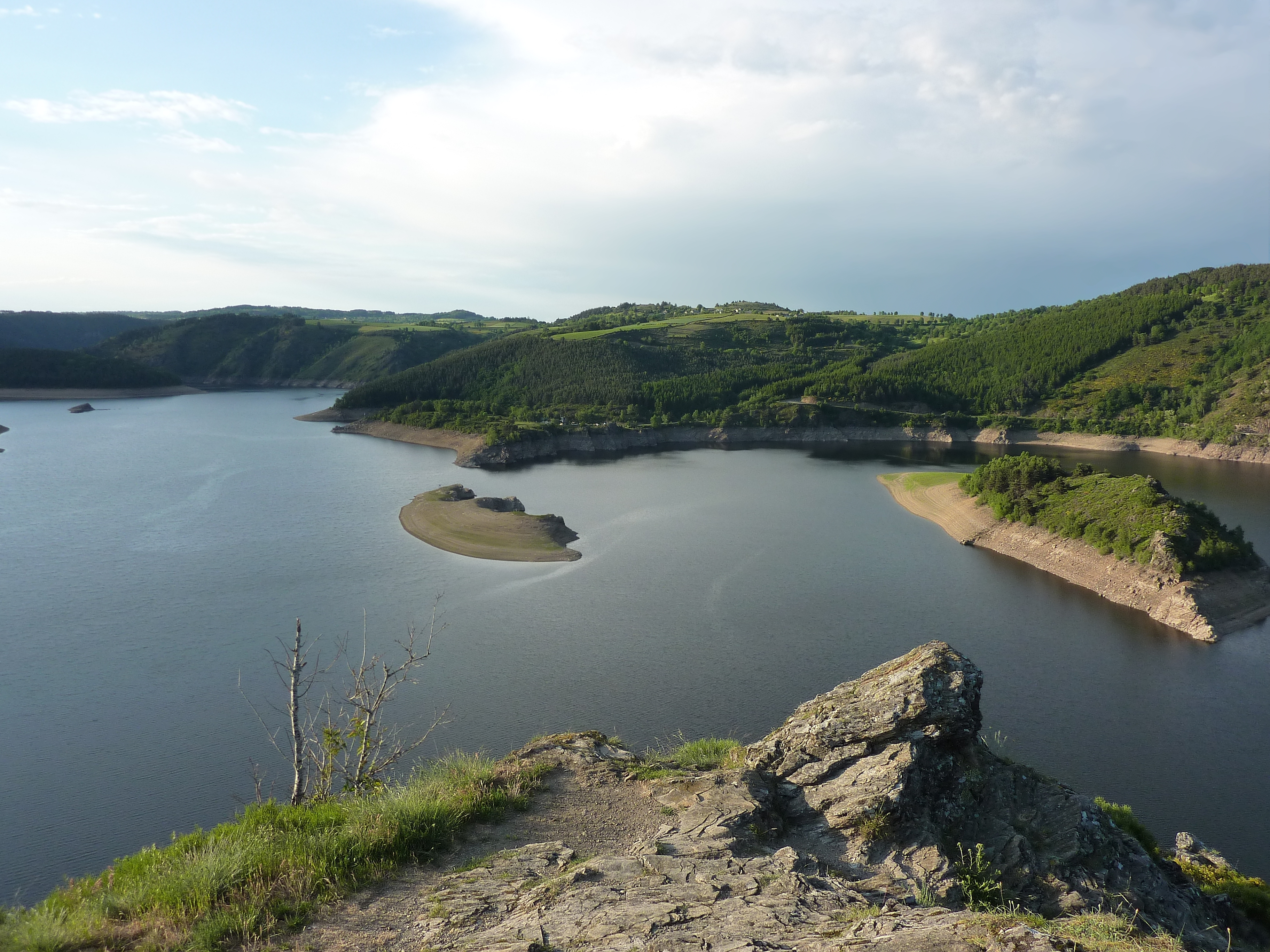
Truyère et lac de Grandval.